# Італійська Серія A 1941–1942
Сезон 1941-42 Серії A — футбольне змагання у найвищому дивізіоні чемпіонату Італії, 13-й турнір з моменту започаткування Серії A. Участь у змаганні брали 16 команд, 2 найгірші з яких за результатами сезону полишили елітний дивізіон.
Переможцем сезону став клуб «Рома», вперше у своїй історії.
| Чемпіон Італії 1941/42 |
| ---------------------- |
| «Рома» 1-й титул       |

## Команди-учасниці
Участь у турнірі брали 16 команд:

## Підсумкова турнірна таблиця
|                      |     | Турнірна таблиця 1941-1942 | О  | І  | В  | Н  | П  | М+ | М- |
| -------------------- | --- | -------------------------- | -- | -- | -- | -- | -- | -- | -- |
| Чемпіон Італії       | 1.  | «Рома»                     | 42 | 30 | 16 | 10 | 4  | 55 | 21 |
|                      | 2.  | «Торіно»                   | 39 | 30 | 16 | 7  | 7  | 60 | 39 |
|                      | 3.  | «Венеція»                  | 38 | 30 | 15 | 8  | 7  | 40 | 25 |
|                      | 4.  | «Дженова 1893»             | 37 | 30 | 13 | 11 | 6  | 53 | 35 |
|                      | 5.  | «Лаціо»                    | 37 | 30 | 14 | 9  | 7  | 55 | 37 |
| Володар Кубка Італії | 6.  | «Ювентус»                  | 32 | 30 | 12 | 8  | 10 | 47 | 41 |
|                      | 7.  | «Болонья»                  | 29 | 30 | 12 | 5  | 13 | 50 | 37 |
|                      | 8.  | «Трієстіна»                | 29 | 30 | 8  | 13 | 9  | 29 | 32 |
|                      | 9.  | «Фіорентіна»               | 27 | 30 | 11 | 5  | 14 | 51 | 50 |
|                      | 10. | «Мілан»                    | 27 | 30 | 10 | 7  | 13 | 53 | 53 |
|                      | 11. | «Лігурія»                  | 27 | 30 | 10 | 7  | 13 | 39 | 56 |
|                      | 12. | «Амброзіана-Інтер»         | 26 | 30 | 7  | 12 | 11 | 31 | 47 |
|                      | 13. | «Аталанта»                 | 24 | 30 | 8  | 8  | 14 | 34 | 47 |
|                      | 14. | «Ліворно»                  | 24 | 30 | 9  | 6  | 15 | 35 | 57 |
| Вибув до Серії B     | 15. | «Наполі»                   | 23 | 30 | 8  | 7  | 15 | 32 | 51 |
| Вибув до Серії B     | 16. | «Модена»                   | 19 | 30 | 6  | 7  | 17 | 23 | 59 |

## Бомбардири
Найкращим бомбардиром сезону 1941-42 Серії A став гравець клубу «Мілан» Альдо Боффі, який відзначився 22 забитими голами.
|    | Гравець           | Команда        | Громадянство | Голів | (пенальті) |
| -- | ----------------- | -------------- | ------------ | ----- | ---------- |
| 1° | Альдо Боффі       | «Мілан»        | Італія       | 22    | 1          |
| 2° | Амедео Амадеї     | «Рома»         | Італія       | 18    | -          |
|    | Ренато Джеї       | «Фіорентіна»   | Італія       | 18    | -          |
| 4° | Бруно Іспіро      | «Дженова 1893» | Італія       | 17    | -          |
|    | Сільвіо Піола     | «Лаціо»        | Італія       | 17    | 2          |
| 6° | Ґульєльмо Ґабетто | «Ювентус»      | Італія       | 16    | -          |
| 7° | Різа Лушта        | «Ювентус»      | Албанія      | 15    | -          |
| 8° | Етторе Пурічеллі  | «Болонья»      | Італія       | 14    | -          |
|    | Сільвестро Піза   | «Лаціо»        | Аргентина    | 14    | 1          |
|    | Ромео Менті       | «Торіно»       | Італія       | 14    | 5          |

Альдо Боффі і Гульєльмо Габетто забили по сто м'ячів у матчах Серії «А».

## Чемпіони
Футболісти «Роми», які протягом турніру були гравцями основного складу (провели не менше половини матчів турніру):
- Гвідо Мазетті
- Луїджі Брунелла
- Серджо Андреолі
- Альдо Донаті
- Едмондо Морнезе
- Джузеппе Бономі
- Ренато Каппельїні
- Арістіде Коскіа
- Мігель Анхель Панто
- Наїм Кріезіу
- Амедео Амадеї
- Тренер: Альфред Шаффер